# The Eagle's Talons
The Eagle's Talons foi um seriado estadunidense de 1923, no gênero ação, em 15 capítulos, dirigido por Duke Worne, e estrelado por Fred Thomson e Ann Little. Atualmente é considerado perdido. Foi produzido e distribuído pela Universal Pictures, e veiculou nos cinemas estadunidenses a partir de 30 de abril de 1923.

## Elenco
- Fred Thomson - Jack Alden
- Ann Little - Enid Markham
- Al Wilson - Charles Dean
- Herbert Fortier - Gregory Markham
- Joseph W. Girard - Burton Thorne
- Edith Stayart - Helen Thorne
- Edward Cecil - Judson Steele
- Roy Tompkins - Cinders
- Joe Bonomo – comparsa de Thorne
- Albert J. Smith – comparsa de Thorne
- George Magrill – comparsa de Thorne
- Tom Tyler - Extra (não-creditado) (não-confirmado)

## Produção
A produção foi marcada por uma tragédia. Durante as filmagens, o dublê Jean Perkins morreu ao pular de um trem para uma escada de cordas suspensa em um aeroplano. Embora tenha conseguido pular, uma rajada de vento o atirou violentamente de volta contra o trem. Perkins fora dublê, anteriormente, no seriado The Hazards of Helen, de 1914, e atuara no seriado “Do or Die”, de 1921.

## Episódios
1. House of Mystery
2. Edge of Eternity
3. Hulk of Horror
4. Daring Hearts
5. A Deal in Diplomacy
6. The Flood of Fury
7. The Road to Doom
8. Against Odds
9. A Fighting Chance
10. Into the Chasm
11. The Betrayal
12. The Sacrifice
13. Dodging the Conspirators
14. The Inferno
15. The Eagle Foiled